# Anna Hutsol
Hanna Vassylivna Hutsol (en ukrainien : Ганна Василівна Гуцол), souvent russifié en Anna Vassilievna Goutsol, mais régulièrement appelée Anna Hutsol, née le 16 octobre 1984 à Mourmansk (Union soviétique), est une militante politique ukrainienne et fondatrice du mouvement Femen.
Elle est alternativement présentée comme sociologue ou économiste et possède une expérience du théâtre, compétence qu'elle utilise pour faire entendre sa cause concernant l'accessibilité sociale et politique pour les Ukrainiennes. 
Elle dénonce notamment le tourisme sexuel et le proxénétisme, en particulier celui développé lors des compétitions internationales de football comme le Championnat d'Europe de football 2012. Elle organise régulièrement des manifestations et performances artistiques avec les Femen pour alerter la société et les autorités sur ces sujets. Elle est aujourd'hui considérée comme la tête pensante de ce mouvement.

## Biographie

### Enfance en Ukraine
Anna Hutsol est née à Mourmansk en 1984 mais déménage avec sa famille en 1991 dans un village de l'oblast de Khmelnytskyï (à l'ouest de l'Ukraine). Les données précises sur sa famille sont assez vagues, elle a un père alcoolique et est confrontée jeune aux efforts de sa mère pour faire vivre la famille. Sa famille vit notamment de l'élevage et de la culture de leur potager. Elle a d'ailleurs une histoire familiale et sociale proche de celle de ses amies Oleksandra Chevtchenko et Oksana Chatchko avec qui elle fonde le mouvement Femen. Elles racontent toutes les trois avoir été confrontées à l'envie de leurs parents de les marier le plus tôt possible après leur majorité. Anna Hutsol avoue s'être aperçu jeune que les femmes, malgré leur activité professionnelle, sont limitées dans leur liberté d'expression en dehors du foyer.
Anna Hutsol entre à l'université après le divorce de ses parents et commence des études de sociologie. Elle décroche par la suite son diplôme d'économiste à l'Université nationale Taras-Chevtchenko de Kiev. C'est à partir de ce moment là qu'elle commence à fréquenter plusieurs associations étudiantes,. Son livre de chevet est La Femme et le Socialisme d'August Bebel, ce qui l'a fortement confortée dans sa volonté de dénoncer l'inégalité des genres. Pendant la révolution orange, la jeune femme se rapproche du mouvement démocratique de la jeunesse Pora! et en devient une membre active par la suite. Anna Hutsol rencontre son ami Viktor Sviatski qui était le « consultant politique » du mouvement lors de cercles de discussion philosophe. Elle décide de créer sa propre association Nouvelle éthique composée exclusivement de personnes féminisées. Cette association permet la présentation de conférences sur l'égalité homme-femme dans des cercles marxistes étudiants et c'est à ce moment qu'elles se rencontrent avec Oleksandra et Oksana,. Pour financer ses études, Anna Hutsol assiste pendant un an la star de la pop Tina Karol, ce qui lui permet de se rendre compte qu'une organisation entendue doit être populaire et susciter de l'émotion,.

## Femen
En avril 2008, Anna Hutsol décide de créer le mouvement féministe ukrainien Femen avec ses amies Oksana Chatchko et Oleksandra Chevtchenko. En premier lieu, elles souhaitaient dénoncer le tourisme sexuel, la corruption et la prostitution, le slogan était par ailleurs « L'Ukraine n'est pas un bordel ». Elle a rapidement utilisé ses contacts dans le domaine du spectacle, qu'elle avait créés à la suite de son emploi avec Tina Karol mais c'est au travers de protestions symboliques mises en scène qu'elle arrive à faire parler de son mouvement. Anna Hutsol parle ukrainien et russe, ce qui lui permet un plus large champ d'interview médiatique puisqu'elle ne parle pas anglais, elle parle très souvent russe durant ces interviews. Les actions se rassemblent sur une base de valeurs communes qui en font l'idéologie Femen : le sextrémisme, le féminisme et l'athéisme. Ce mouvement fait rapidement parler de lui et Inna Chevtchenko devient l'une des militantes les plus médiatisées du mouvement, prenant même le rôle de porte parole.
Anna Hutsol ne se tourne pas immédiatement vers l'idée d'un militantisme utilisant la nudité comme force de communication mais veut utiliser les symboles et la mise en scène afin d'être entendue et de continuer une lutte pacifiste. Après la première manifestation seins nus des militantes en 2010, le mouvement connaît une popularité au-delà de leurs frontières. Les militantes affirment que leur corps est leur arme et que leur mission est de protester en l'utilisant. Anna Hutsol n'est pas la militante la plus médiatisée malgré le fait qu'elle soit à l'origine du mouvement, elle est souvent plus tournée vers des actions qu'elle organise et qui vise l'Ukraine.

### Critiques
Dès le début de la création des Femen, Anna Hutsol est l'objet de critiques et doit faire face à des oppositions gouvernementales notamment ukrainienne. À partir de 2010, les relations avec les autorités se sont tendues et Femen devient un symbole de révolte à abattre pour le gouvernement ukrainien. En 2011, certaines militantes sont torturées par les autorités biélorusses et l'Ukraine refuse de les faire rapatrier en invoquant les actes extrémistes qu'elles ont commis sur leur territoire. 
Les critiques ont également porté sur le lien entre Anna Hutsol et son ami Viktor Sviatski, qui est membre des Femen, alors que le mouvement est exclusivement féminin, et qui aurait eu une emprise puissante sur certaines militantes,. Sa place dans le mouvement est très critiquée par les membres et les détracteurs, qui voient là une domination masculine au sein même des Femen qui luttent contre le patriarcat. Ces révélations apparaissent lors de la publication du documentaire Ukraina ne bordel de Kitty Green, une réalisatrice australienne d'origine ukrainienne, et elles ont partiellement ébranlé la crédibilité du mouvement et la force d'Anna Hutsol.

## Filmographie
- Kitty Green, Ukraine is not a brothel (L'Ukraine n'est pas un bordel), 2013
- Alain Margot, Je suis Femen, 2015
- Caroline Fourest & Nadia El Fani, Nos seins, nos armes, 2012